# Przełęcz pod Zajęczym Wierchem
Przełęcz pod Zajęczym Wierchem (też: Przełęcz pod Dębim Wierchem, słow. Sedlo Zajačí vrch; 566 m n.p.m.) – płytka przełęcz w głównym grzbiecie wododziałowym Karpat, w zachodniej części Beskidu Niskiego. Grzbietem przez przełęcz biegnie granica państwowa polsko-słowacka.
Przełęcz znajduje się pomiędzy szczytami Panský vrch (pol. Pański Wierch; 617 m n.p.m.) na zachodzie a dość płaskim i szerokim odcinkiem grzbietu wododziałowego zaliczanym do masywu Dębiego Wierchu (664 m n.p.m.) na wschodzie. Stoki północne (polskie) łagodnie opadają ku dość szerokiej dolince źródłowych cieków Wisłoki, w której istniała dawniej wieś Radocyna, natomiast stoki południowe (słowackie) – nieco stromiej ku bezludnej dolince potoku, będącego lewobrzeżnym dopływem Ondawy. Obniżenie przełęczy pokryte jest mocno zarastającymi już łąkami, schodzącymi daleko w dolinę Wisłoki.
Nazwa przełęczy pochodzi stąd, że cały wydłużony fragment grzbietu, opadający ku południowemu wschodowi od kulminacji Pańskiego Wierchu, już na terenie Słowacji, nazywany jest Zajęczym Wierchem (słow. Zajači vrch). Nazwa jest bardzo młoda: nie pojawia się ona ani w podanym w „Bibliografii” przewodniku W. Krygowskiego ani nawet w wymienionym w niej przewodniku „Rewaszu”. Do użycia wprowadziła go dopiero podana w „Bibliografii” mapa wydawnictwa „Compass”.
Poprzednią (patrząc od zachodu) przełęczą w granicznym grzbiecie Karpat jest Przełęcz Dujawa, a następną – Przełęcz Beskid nad Ożenną.

## Galeria

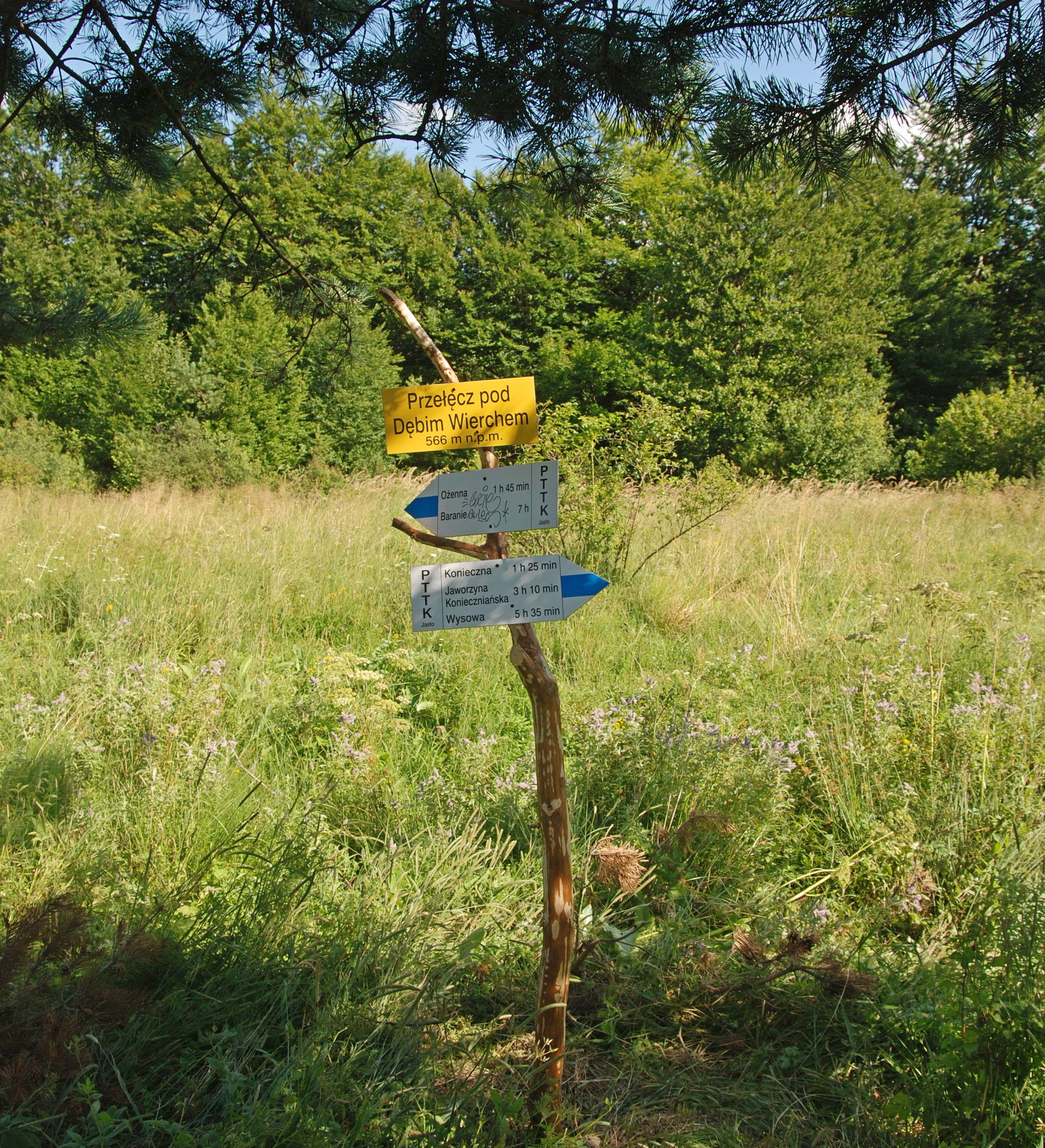
Na przełęczy po stronie polskiej
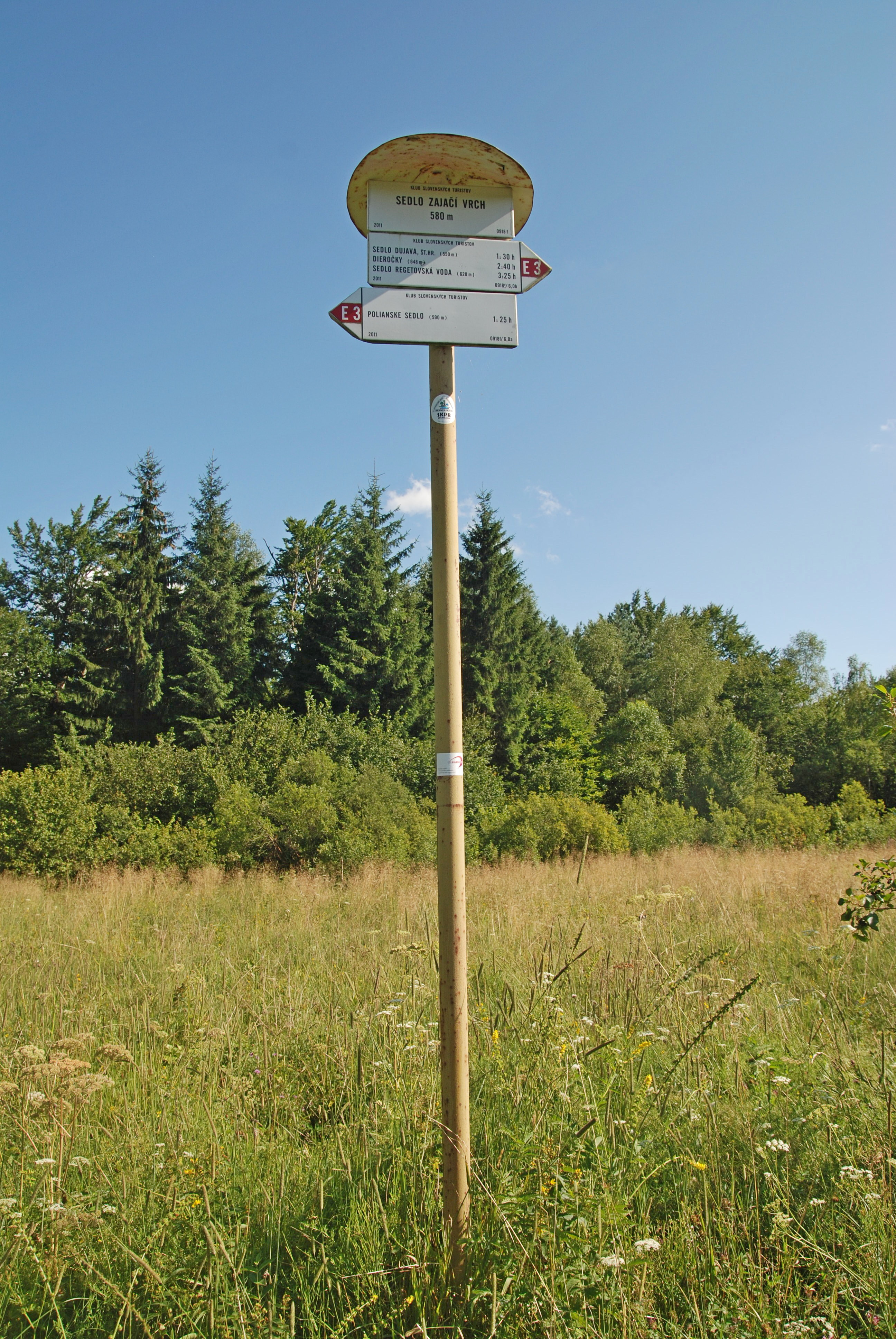
Na przełęczy po stronie słowackiej
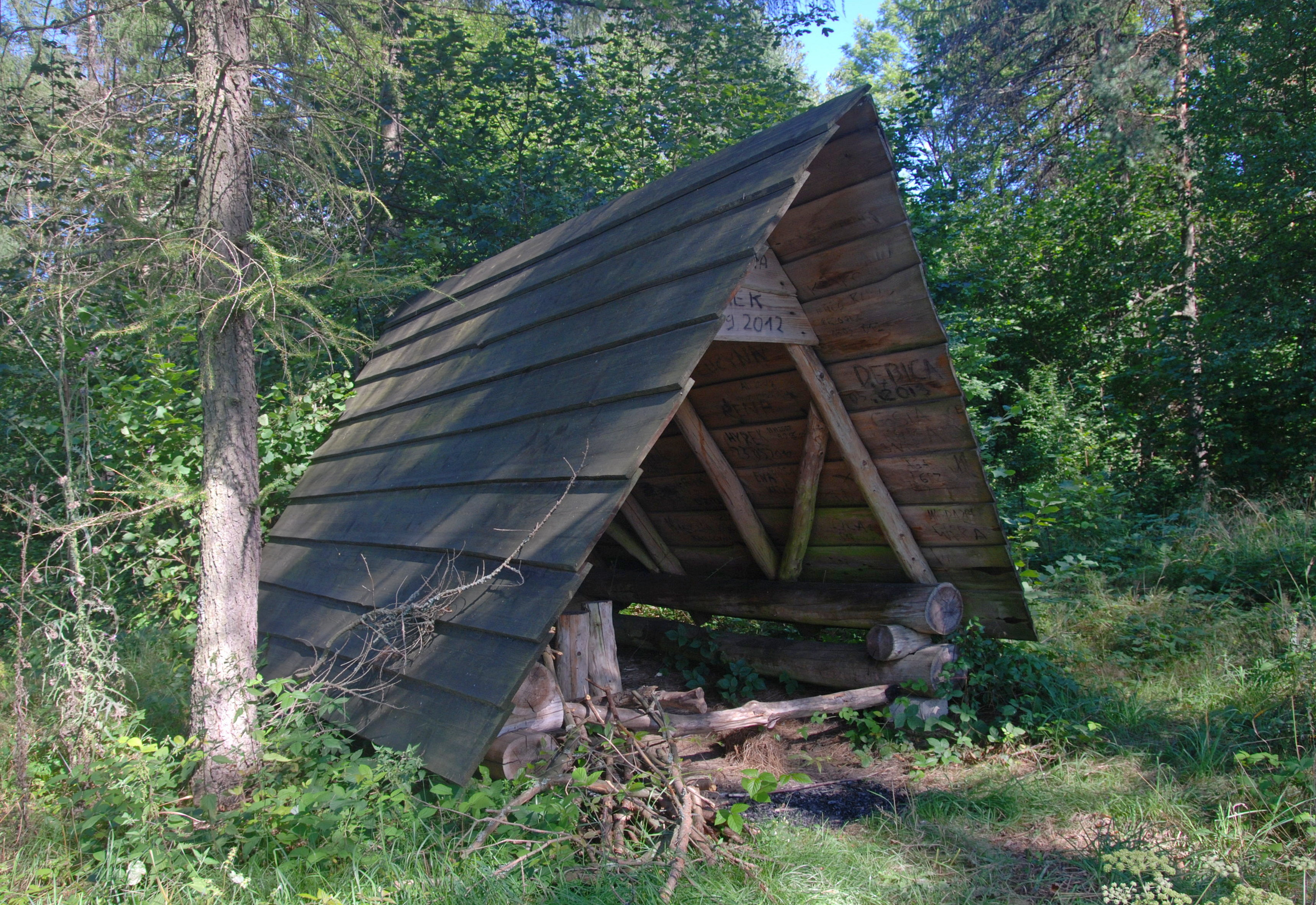
Wiata w pobliżu przełęczy po polskiej stronie

## Piesze szlaki turystyczne
Grzbietem przez przełęcz biegną:
- polski, znakowany niebiesko  szlak "graniczny" na odcinku Konieczna – Przełęcz pod Zajęczym Wierchem – Przełęcz Beskid nad Ożenną (590 m n.p.m.) – Ożenna;
- biegnący równolegle słowacki, znakowany czerwono   szlak "graniczny".

Po stronie polskiej z przełęczy sprowadza na północ wyraźna ścieżka, którą schodzą:
- biało-czarne znaki wiodące do cmentarza nr 43 z czasów I wojny światowej w Radocynie;
- biało-zielone znaki ścieżki dydaktycznej, wiodące do Ośrodka Szkoleniowo-Wypoczynkowego Nadleśnictwa Gorlice w Radocynie.